# Rhagoletis flavicincta
Rhagoletis flavicincta
 es una especie de insecto del género Rhagoletis de la familia Tephritidae del orden Diptera. 
Günther Enderlein la describió científicamente por primera vez en el año 1934.